# Al-Rayyan Sports Club (pallamano)
L'Al Rayyan Handball Team (in arabo الريان لكرة اليد فريق‎?), è una squadra di pallamano maschile qatariota, con sede a Ar Rayyan, fondato nel 1969, e che fa parte della polisportiva del Al-Rayyan Sports Club.
La squadra attualmente milita nella Qatar Handball League, che ha vinto in due occasioni ed è campione d'Asia in carica avendo vinto la Asian Club League Handball Championship 2012.

## Honours
- Qatari Handball League

Vittoria (15): 1981–82, 1983–84, 1984–85, 1986–87, 1990–91, 1992–93, 1997–98, 1998–99, 1999–2000, 2002–03, 2004–05, 2007–08, 2009–10, 2011–12, 2023–24
- Arab Club Handball Championship

Vittoria (1): 2000
- Asian Club League Handball Championship:

Vittoria (1): 2012

## Rosa attuale
Ultima modifica:15 febbraio 2012

Squadra per il 2011 IHF Super Globe:

| N. |                    | Ruolo       | Calciatore        |
| -- | ------------------ | ----------- | ----------------- |
| 3  | Croazia (bandiera) | {{{ruolo}}} | Manuel Štrlek     |
| 4  | Qatar (bandiera)   | {{{ruolo}}} | Mousa Al-Khalaf   |
| 5  | Croazia (bandiera) | {{{ruolo}}} | Marko Kopljar     |
| 6  | Qatar (bandiera)   | {{{ruolo}}} | Anad Al-Daeri     |
| 7  | Qatar (bandiera)   | {{{ruolo}}} | Waleed Mohammed   |
| 9  | Serbia (bandiera)  | {{{ruolo}}} | Alem Toskić       |
| 10 | Qatar (bandiera)   | {{{ruolo}}} | Shazli Nasserdine |
| 12 | Croazia (bandiera) | {{{ruolo}}} | Mirko Alilović    |
| 13 | Croazia (bandiera) | {{{ruolo}}} | Marko Bagarić     |

| N. |                     | Ruolo       | Calciatore         |
| -- | ------------------- | ----------- | ------------------ |
| 14 | Qatar (bandiera)    | {{{ruolo}}} | Moussa Bassel      |
| 15 | Qatar (bandiera)    | {{{ruolo}}} | Abdulla Al Hajri   |
| 18 | Slovenia (bandiera) | {{{ruolo}}} | David Špiler       |
| 19 | Croazia (bandiera)  | {{{ruolo}}} | Jakov Gojun        |
| 20 | Qatar (bandiera)    | {{{ruolo}}} | Mohamad Anas       |
| 23 | Qatar (bandiera)    | {{{ruolo}}} | Abdulla Mohid      |
| 28 | Qatar (bandiera)    | {{{ruolo}}} | Khader Abdulkareem |
| 30 | Slovenia (bandiera) | {{{ruolo}}} | Dragan Gajić       |
| 99 | Qatar (bandiera)    | {{{ruolo}}} | Saeed Khan         |

## Allenatori
- Rachid Hammami (1978)
- Hassan Abou El Fadl (1978-1991)
- Jabbes Brahim (2011-)